# Ayhancan Güven

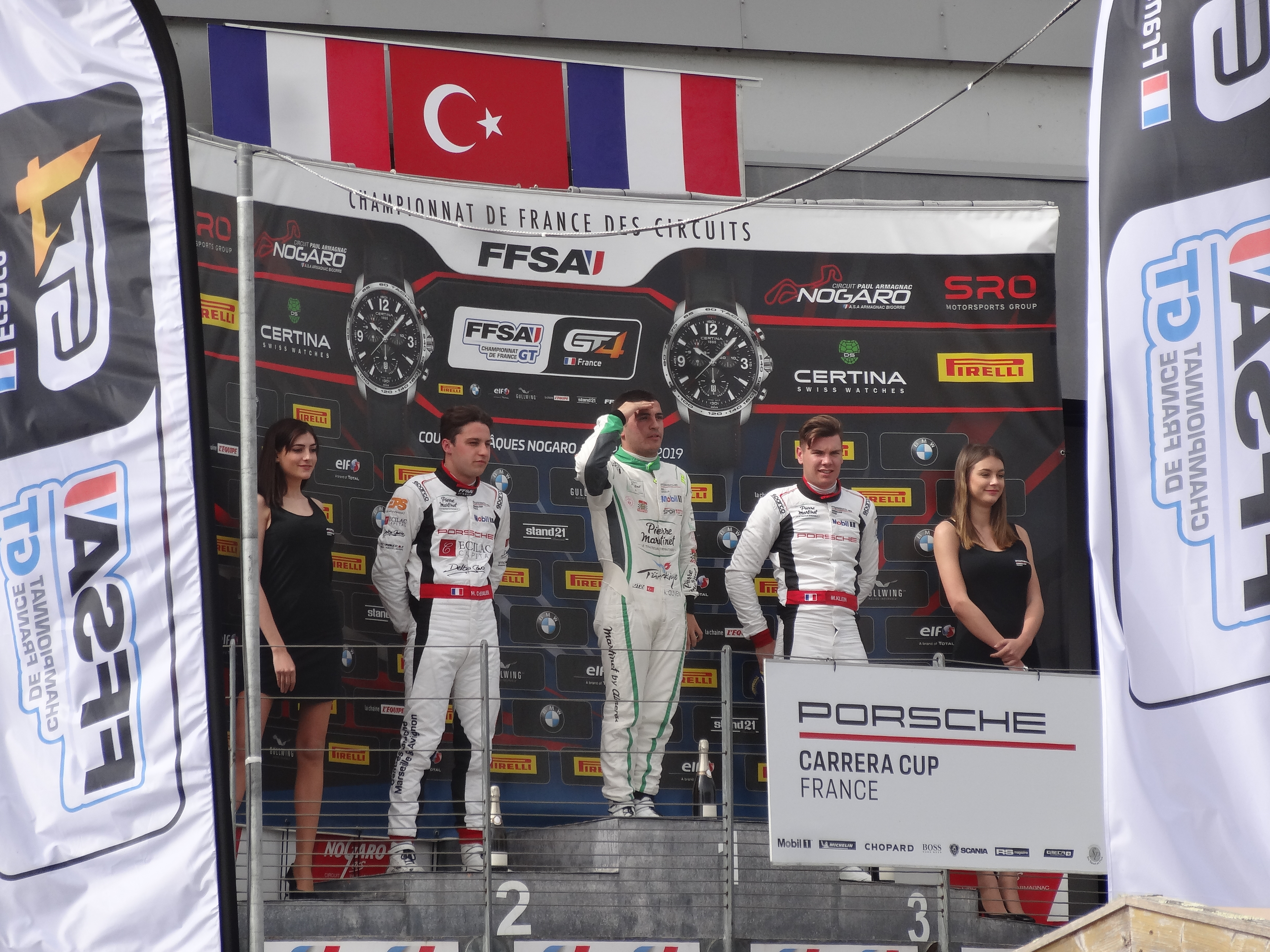
Ayhancan Güven (midden) op het Circuit Paul Armagnac in 2019.

Ayhancan Güven (Istanboel, 2 januari 1998) is een Turks autocoureur.

## Carrière
Güven begon zijn autosportcarrière in het karting in 2006, toen hij tweede werd in de Mini-klasse van het Turks kampioenschap karten. In 2007 herhaalde hij deze prestatie, voordat hij in 2010 deze klasse wist te winnen. Na 2011 nam hij geen deel meer aan kartraces.
In 2017 keerde Güven terug in de autosport en nam hij deel aan zowel de Franse Porsche Carrera Cup als de Porsche GT3 Cup Challenge Benelux. In Frankrijk behaalde hij een podiumplaats op het Circuit Bugatti en werd hij met 112 punten zesde in het klassement. In de Benelux won hij vier races: twee op het Circuit de Barcelona-Catalunya en een op zowel Le Mans als het Circuit Zolder. Zodoende werd hij met 138 punten vierde in de eindstand. In 2018 nam hij opnieuw deel aan beide kampioenschappen. In Frankrijk behaalde hij een zege op het Circuit de Dijon-Prenois en stond hij in alle andere races op het podium, zodat hij met 200 punten gekroond werd tot kampioen. In de Benelux won hij in totaal zeven races, waaronder twee op zowel het Circuit Zandvoort, Zolder en het Circuit Paul Ricard, en werd hij met 243 punten eveneens kampioen. Daarnaast won hij, samen met Salih Yoluç, de FIA GT Nations Cup voor het Team Turkije.

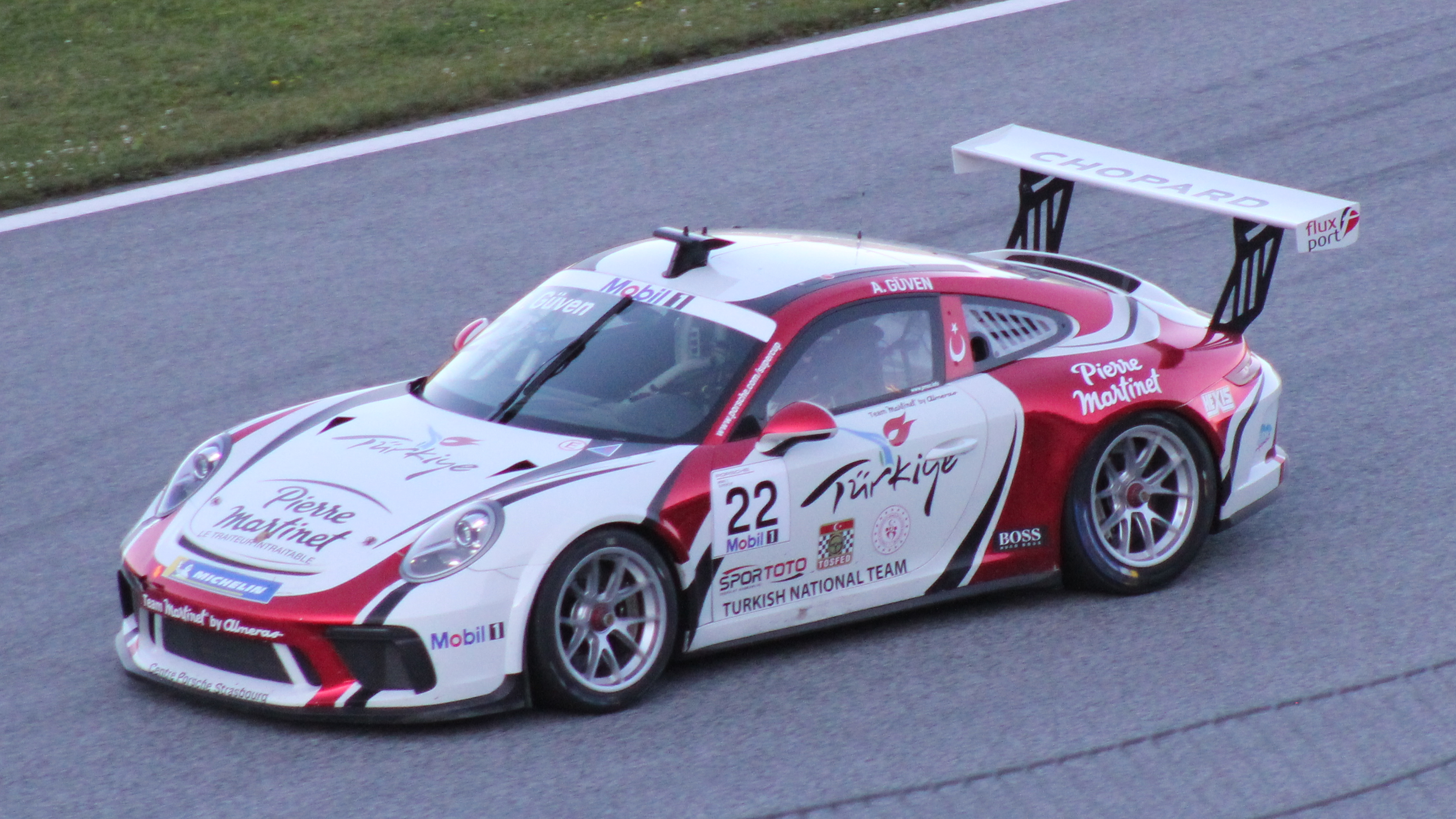
Ayhancan Güven op de Red Bull Ring in 2019.

In 2019 verdedigde Güven met succes zijn titel in de Franse Porsche Carrera Cup. Hij won vijf races op het Circuit Paul Armagnac, het Circuit de Spa-Francorchamps, het Circuit de Nevers Magny-Cours, Barcelona en Paul Ricard en stond in vijf andere races op het podium, waardoor hij met 207 punten kampioen werd. Tevens debuteerde hij dat jaar in de Porsche Supercup voor het team Martinet by Alméras. Hij behaalde op Silverstone direct zijn eerste overwinning en behaalde daarnaast podiumplaatsen op Barcelona, de Hungaroring en het Autódromo Hermanos Rodríguez (tweemaal). Met 124 punten werd hij achter Michael Ammermüller tweede in de eindstand. Aan het eind van het jaar nam hij deel aan de GT Cup van de FIA Motorsport Games, waarin hij wederom samen met Salih Yoluç voor zijn nationale team in een Aston Martin Vantage AMR GT3 reed. Het duo eindigde als twaalfde in de race.
In 2020 reed Güven een dubbel programma in de Franse Porsche Carrera Cup en de Porsche Supercup voor Martinet by Alméras. In Frankrijk won hij races op Magny-Cours, Le Mans en Spa-Francorchamps en stond hij in drie andere races op het podium. Met 166 punten werd hij achter Jaxon Evans tweede in de eindstand. In de Supercup won hij twee races op Silverstone en Spa en behaalde hij podiumplaatsen op de Red Bull Ring en de Hungaroring. Met 113 punten werd hij achter Larry ten Voorde en Dylan Pereira derde in het klassement.

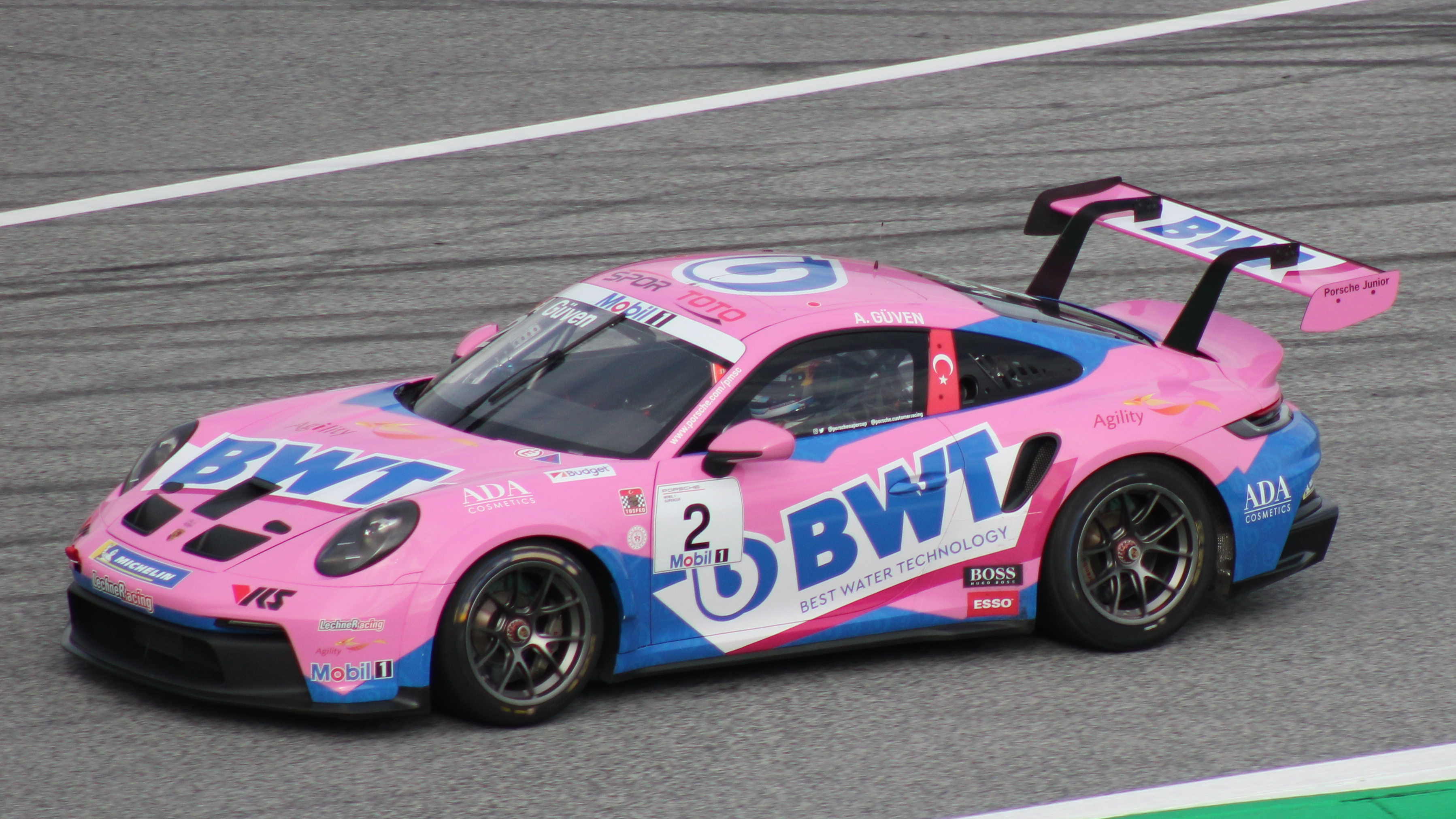
Ayhancan Güven op de Red Bull Ring in 2021.

In 2021 kwam Güven nog altijd uit in de Porsche Supercup, maar debuteerde hij ook in de Duitse Porsche Carrera Cup. In deze kampioenschappen reed hij respectievelijk voor de teams BWT Lechner Racing en Phoenix-IronForce Racing. In de Supercup won hij een race op het Autodromo Nazionale Monza en stond hij ook op de Red Bull Ring en op Spa-Francorchamps op het podium. Met 110 punten werd hij derde in de eindstand, achter Ten Voorde en Evans. In Duitsland won hij vier races op de Motorsport Arena Oschersleben, Zandvoort, Monza en de Sachsenring en behaalde hij nog acht andere podiumfinishes. Met 275 punten werd hij achter Ten Voorde tweede in dit kampioenschap.

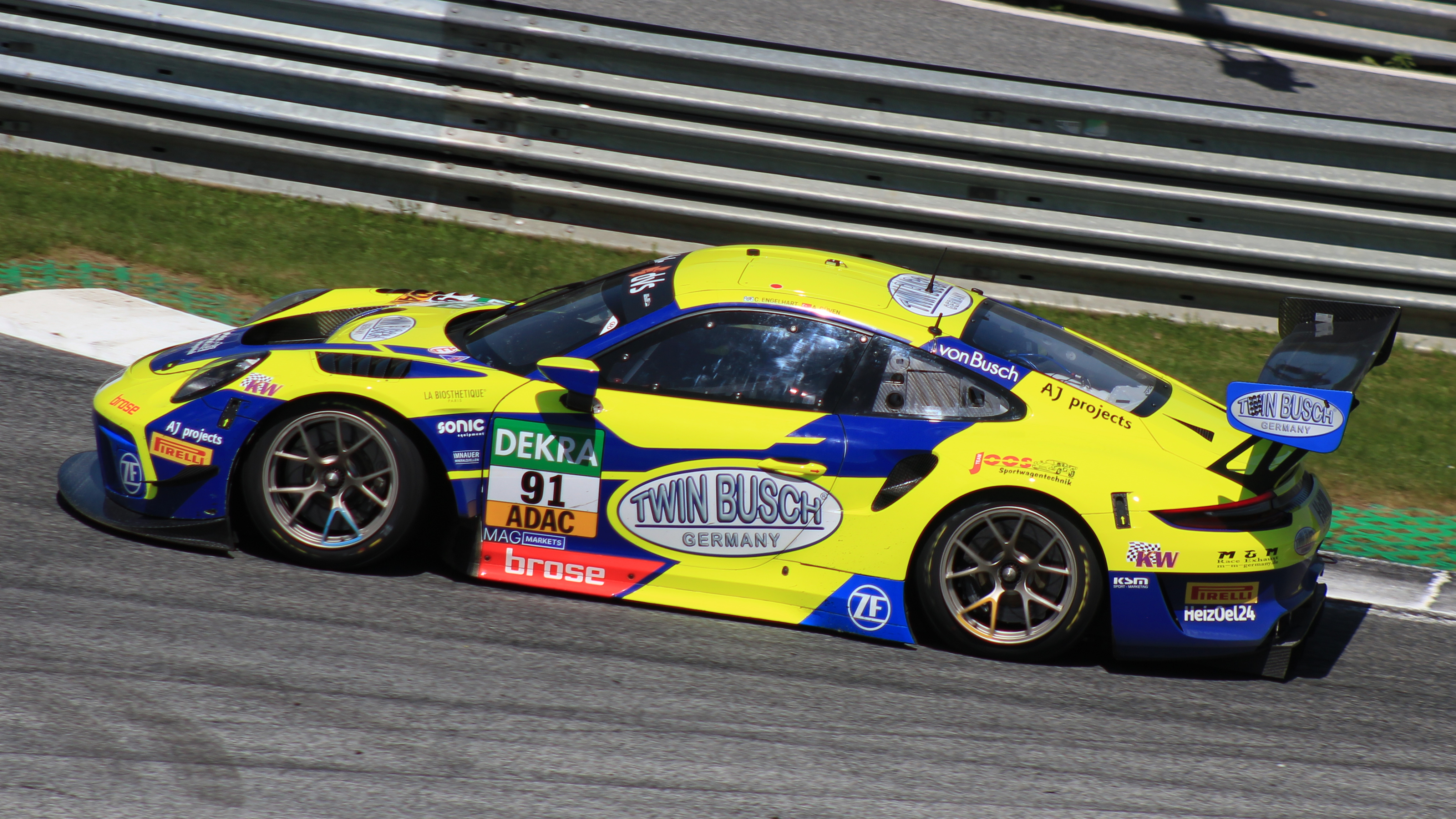
Ayhancan Güven op de Red Bull Ring in 2022.

In 2022 stapte Güven over naar de ADAC GT Masters, waar hij voor het Team Joos Sportwagentechnik een Porsche 911 GT3 R deelde met Christian Engelhart. Ook debuteerde hij in de 24 uur van Spa-Francorchamps en deelde hierin voor Allied Racing een auto met Julian Apothéloz en Florian Latorre. Het trio viel echter al vroeg in de race uit. Later dat jaar debuteerde hij in de DTM voor het team AlphaTauri AF Corse tijdens het weekend op de Norisring als invaller voor Nick Cassidy. Met een Ferrari 488 GT3 Evo 2020 kwalificeerde hij zich als derde voor de eerste race en eindigde hij als zevende in de tweede race.